# Carex kenaica
Carex kenaica är en halvgräsart som beskrevs av Ernest Lepage. Carex kenaica ingår i släktet starrar, och familjen halvgräs.
Artens utbredningsområde är Alaska. Inga underarter finns listade i Catalogue of Life.